# Gobernación de Guiza
La Gobernación de Guiza (en idioma árabe: الجيزة) es una de las veintisiete gobernaciones que conforman la principal división administrativa de la República Árabe de Egipto. Está localizada hacia el centro del país, al sur del delta del Nilo. Su capital es la ciudad de Guiza.
El tamaño de esta gobernación se redujo drásticamente en 2008 debido a los ajustes territoriales entre las gobernaciones de Egipto.
Seis de octubre fue declarada nueva gobernación el día 18 del mes de abril del año 2008. Anteriormente formaba parte de la Gobernación de Guiza. Fue disuelta en abril de 2011 y volvió a reincorporarse a Guiza.

## Demografía
| Población Histórica de la Gobernación de Guiza | Población Histórica de la Gobernación de Guiza | Población Histórica de la Gobernación de Guiza |
| Año                                            | Habitantes                                     | Censo de Población                             |
| ---------------------------------------------- | ---------------------------------------------- | ---------------------------------------------- |
| 1986                                           | 3 700 054                                      | Censo egipcio de 1986                          |
| 1996                                           | 4 784 095                                      | Censo egipcio de 1996                          |
| 2006                                           | 6 294 319                                      | Censo egipcio de 2006                          |
| 2017                                           | 8 632 021                                      | Censo egipcio de 2017                          |
| 2020                                           | 9 127 241                                      | Estimaciones del CAPMAS                        |
| 2027                                           | -                                              | Censo egipcio de 2027                          |

## Distritos con población estimada en julio de 2017
- Ad-Duqqī 71,161
- Al-Ahrām 661,478
- Al-'Ajūzah 279,400
- Al-'Ayyāṭ 494,548
- Al-Badrashayn 539,656
- Al-Ḥawāmidiyah 191,552
- Giza 369,351
- Al-'Umrāniyah 367,274
- Al-Wāḥāt al-Baḥariyah 39,415
- Al-Warrāq 724,963
- Ash-Shaykh Zāyid 90,997
- Aṣ-Ṣaff 420,306
- Aṭfīḥ 370,079
- Aṭ-Ṭālbīah 459,178
- Awsīm 384,527
- Būlāq al-Dakrūr 963,201
- Imbābah 518,036
- Kirdāsah 449,596
- Madīnat Sittah Uktūbar 152,999